# Seychellen-Anemonenfisch
Der Seychellen-Anemonenfisch (Amphiprion fuscocaudatus) lebt im Indischen Ozean in Lagunen und Korallenriffen an den Küsten der Seychellen einschließlich der Aldabra-Gruppe in Tiefen von 5 bis 30 Metern. Wie alle Anemonenfisch lebt er in enger Symbiose mit großen Seeanemonen. Als Wirtsanemone akzeptiert er nur Mertens Anemone (Stichodactyla mertensii).

## Merkmale
Der Seychellen-Anemonenfisch wird 11 bis 14 Zentimeter lang. Die Länge beträgt das 1,9 der Körperhöhe. Der Körper dieses Riffbarschs ist an den Flanken dunkelbraun, fast schwarz, die Brust, die Schnauzenregion und die Brustflossen sind gelb. Die Schwanzflosse zeigt ein vom Schwanzflossenstiel radiär ausgehendes schwarz-weißes bzw. dunkel-transparentes Streifenmuster. Der sehr ähnliche Mauritius-Anemonenfisch (Amphiprion chrysogaster) hat eine schwarze, weiß umrandete Schwanzflosse. Die Afterflosse und die Bauchflossen sind gelb. Zwei breite, weiße Querstreifen ziehen sich über den Körper, der erste direkt hinter dem Auge, der zweite beginnt in der Mitte der Rückenflosse. Ein weiteres Querband trennt die Schwanzflosse vom Schwanzflossenstiel. 
Die Rückenflosse hat elf Hart- und 15 bis 16 Weichstrahlen, die Afterflosse zwei Hart- und 14 Weichstrahlen. Die Brustflossen werden von 20 Flossenstrahlen gestützt. Auf dem ersten Kiemenbogen befinden sich 19 bis 21 Kiemenreusenfortsätze. Amphiprion chrysogaster wird 11,5 bis 15 Zentimeter lang. Die Seitenlinie wird von 40 Schuppen begleitet.